# 朵儿只
朵儿只（1233年—1263年），元世祖忽必烈的长子，母察必皇后。
朵儿只在忽必烈继承汗位之前就已经去世，没有留下子女，所以忽必烈立朵儿只的二弟真金为燕王，后为皇太子；三弟忙哥剌为安西王、后为秦王；那木罕为北安王。这四子都是察必的嫡出。

## 资料来源
- 《元史·宗室世系表》
- 《新元史》